# Narrative art
La Narrative art è una forma d'arte concettuale particolarmente frequentata nella seconda metà degli anni '70 del XX secolo. Si collega alle pratiche fotografiche legate al recupero della memoria e del tempo. Le sequenze fotografiche e la scrittura convivono (ad esempio in Duane Michals o Peter Hutchinson) ma, in virtù della loro appartenenza a statuti linguistici differenti, costringono il pensiero a due percorsi separati che condurranno a riunire immagini e testi in una dimensione esclusivamente mentale ottenuta grazie alla partecipazione emotiva dell'osservatore. Ne risulta un rallentamento o una deformazione dell'asse temporale che trova in Marcel Proust e Herbert Marcuse i riferimenti più diretti. L'atteggiamento autobiografico è prevalente in Peter Hutchinson, tra memoria individuale e collettiva si muove Christian Boltanski, mentre Bill Beckley organizza sequenze di immagini seguendo un modello poliziesco e indiziario per sollecitare attenzione e contrastare gli automatismi mentali.